# Balerína (odrůda)

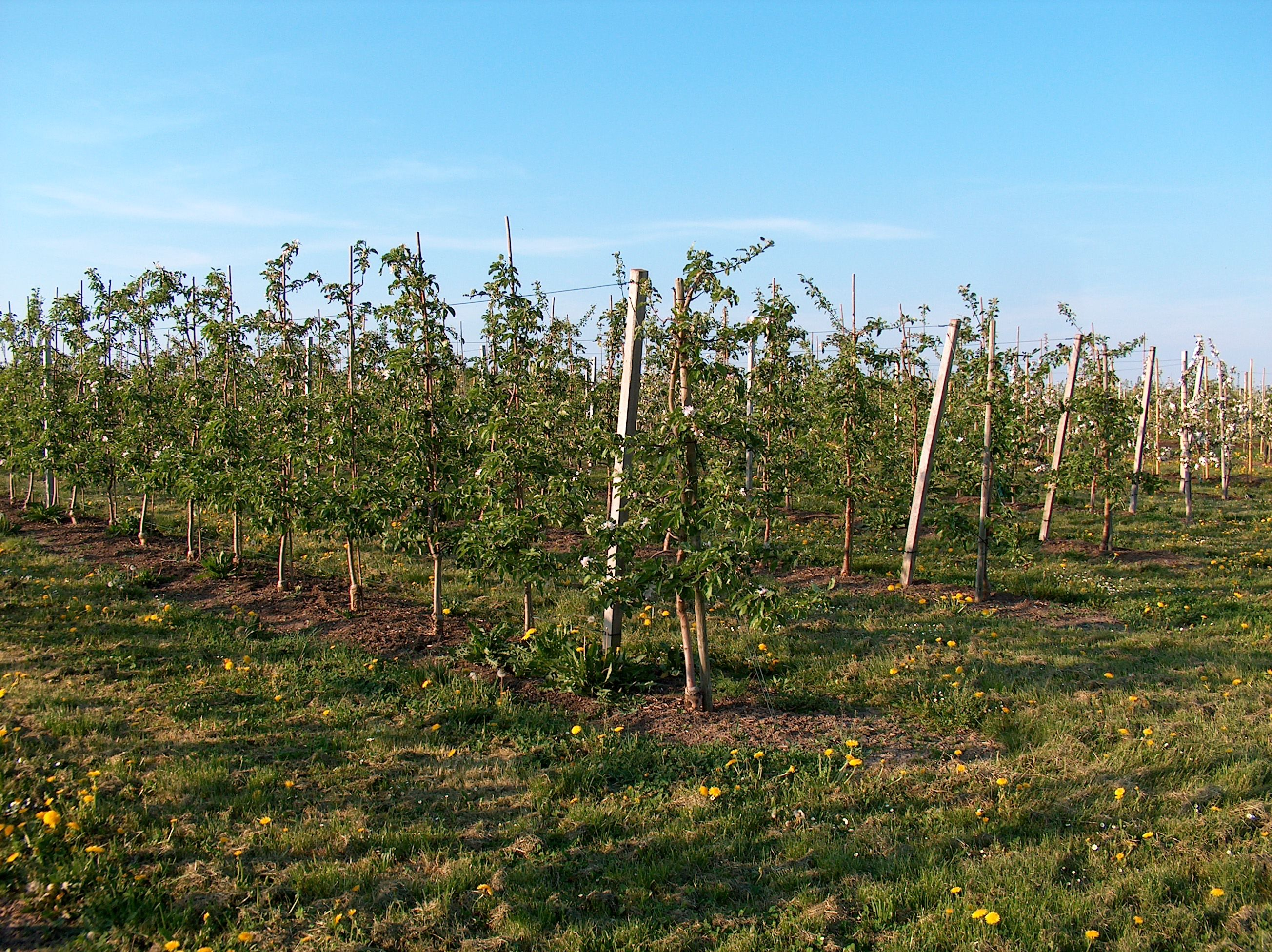

Balerína, sloupovitá nebo sloupcovitá ovocná odrůda je taková odrůda ovocného stromu která je geneticky zakotveným způsobem růstu vhodná pro pěstování jako odrůda pro přísné tvary s malou údržbou s relativně vysokým výnosem vhodná i pro malé plochy a pěstování v nádobách. Pěstování balerín je spíše módní trend. Změna nastane po vyšlechtění rezistentních chutných odrůd. Pěstitelé uvádějí že jim baleríny rostou „jako topol“ a plody nejsou chuťově kvalitní. U jabloní pěstování balerín bez chemie není možné.

## Označení
Pojmenování je zřejmě odvozeno o původního významu pro označení baletky, obvykle divadelní sólistky. V 21. století se uvedené označení pro baletky používá výjimečně, pro hlavní sólistky se však běžně užívá termín primabalerína.
Někteří prodejci rozlišují mezi sloupovitými a sloupcovitými, sloupovými , sloupkovými ovocnými dřevinami. Zasazují se o jasné rozlišení, které metlovitě a sloupovitě rostoucí šlechtěné kultivary bude rozlišovat jako „sloupcovité“ a kultivary s jiným habitem pěstované jako sloupovité by měly být rozlišeny jako „sloupovité“. S ohledem na módní vlnu na počátku druhé dekády 21. století a tedy vysokou poptávku by zavedení takového rozlišení by pomohlo vyloučit část zboží a dále zvýšit cenu metlovitě a sloupovitě rostoucích odrůd ovoce.

## Historie
Pěstování sloupovitých jabloní je popsáno od roku 1990, první takové kultivary vznikly křížením s mutací odrůdy McIntosch Wijcik v anglické výzkumné stanici East Malling. Původně byly používány spíše pro okrasné účely, pro podprůměrnou chutnost plodů.

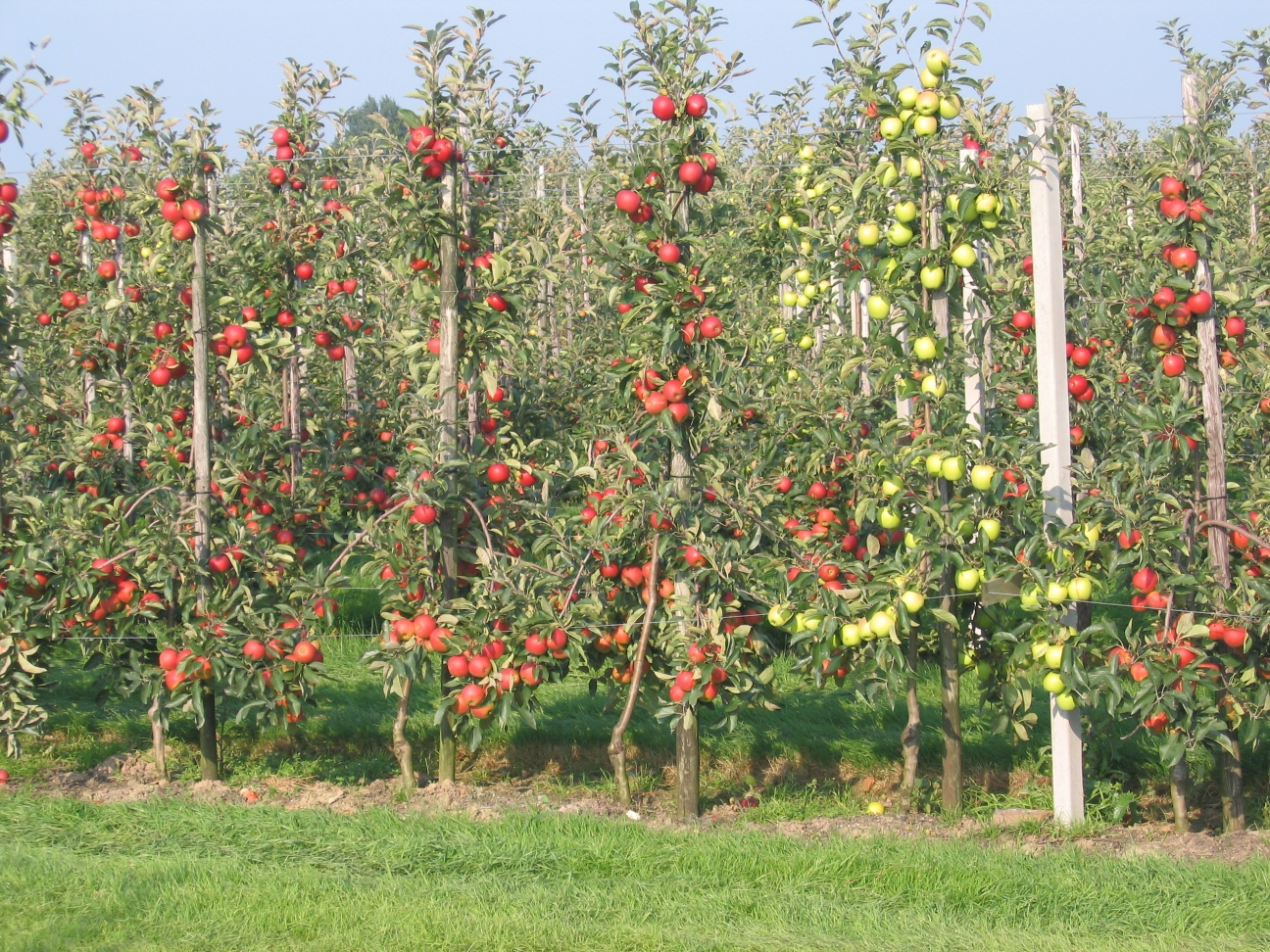
Tvarované jabloně (Polsko).

## Vlastnosti
Na rozdíl od hluboce kořenících běžných ovocných dřevin sloupcovité variety dobře reagují na výživu kapalnými hnojivy a je doporučeno pravidelně aplikovat tekutá hnojiva na list a do půdy během vegetačního období, přibližně každé 4 týdny.
Ovocné druhy označované jako baleríny někdy dorůstají výšky 2m, ovšem u většiny je uváděno 3 až 4m. Nejběžnější odstup mezi rostlinami při výsadbě balerín v řadě je 50–60 cm. Baleríny mohou vytvořit několik postranních větví s vertikálním růstem, které vytvoří úzce kompaktní korunu (podobnou sloupovitému topolu). Postranní výhony však mohou být zakracovány, nejlépe v termínu odpovídajícímu letnímu řezu.

### Výhody
Výhodou je vysoký výnos z 1m2 , stejně jako je tomu u palmet a ovocných stěn a možnost pěstovat ovocné dřeviny (spíše ale jako okrasu) v nádobách nebo i na velmi malých zahradách. Potřeba ruční práce je malá není-li třeba probírky, neprovádí se jarní řez. Provádění chemické ochrany je snazší.

### Srovnatelné vlastnosti
Podle tvrzení prodejců jsou plody některých odrůd již chuťově srovnatelné s plody běžných (průměrných) ovocných odrůd.

### Nevýhody
Mezi nevýhody jsou řazeny vysoké náklady na výsadbu na 1m2, ovšem i podstatně vyšší cena 1 ks dřeviny módní formy dřeviny. Nutná je probírka plodů a je známa vyšší náchylnost k chorobám a škůdcům, především k padlí. Další nevýhodou jsou problémy s bočními výhony, které je třeba řezat nebo vyvazovat podobně jako u kordónů (palmeta). Jinou nevýhodou je problematické zmlazování. Namrzlé nebo starší dřeviny může být lépe vyměnit. Je také uváděno že lze namrzlé dřeviny řezat v předjaří ale pro laiky může být nejen tvarování po takovém řezu ale i po poškození hlavního výhonu nebo běžné tvarování náročnější. Poměrně významnou nevýhodou je nezbytnost zálivky vyplývající z malého kořenového systému, takže zlivka je v době sucha zcela nezbytná pro přežití dřeviny ale běžně důležitá i pro dosažení očekávané sklizně.
Je prodejci uváděno že optimální sklizně (15–20 kg z rostliny) sloupovité jabloně dosáhnou až za 10 let, „Výnos u těchto jabloní se uvádí až 1500q z hektaru, při výnosu 15–20 kg jablek z jednoho stromku. Tento výnos bývá dosažen min po 8–10 letech pěstování.“ tedy v době kdy je většina běžně pěstovaných ovocných dřevin v intenzivních tvarech již považována za přestárlé, odrůdy za dávno překonané, sad je promořen chorobami a výkon klesá. Faktem je že na téže stránce prodejce uvádí „Celkový výnos v době plné plodnosti (asi v 7–10 letech) může být 8–12 kg i více jablek z jednoho stromku.“
Nezbytností je údržba bezplevelného pásu okolo dřevin.
U některých druhů, jako jsou například meruňka nebo slivoň může také velmi snadno dojít k úhynu celé dřeviny, nebo celé plantáže vlivem běžných a obvykle méně závažných houbových chorob (monilióza). Při vysoké násadě plůdků může docházet ke snížení kvality ovoce a zcela běžně k napadání plodů moniliózou. V takovém případě je preventivní probírka plůdků nezbytná. Probírka plůdků běžně patří mezi časově nejnáročnější operace u ovocných dřevin. Někteří prodejci uvádějí pravidelnou probírku vždy jako zcela nezbytnou operaci u sloupovitých odrůd.
S ohledem na menší kořenový systém mohou dřeviny snáze trpět fyziologickými chorobami způsobenými nedostatečnou výživou (chlorózy, kalciózy, nedostatek dusíku, fosforu, mikroprvků atp). Přinejmenším s ohledem na nároky na výživu a závlahu může být pěstování sloupovitých kultivarů podstatně náročnější a nákladnější než u běžných druhů.
Sloupovité formy jiných druhů než jabloní – třešně, hrušně, slivoně, broskvoně a meruňky je třeba zpočátku udržovat řezem, pravidelně zakracovat postranní větvičky: „…obrázky, které prezentují některé zásilkové firmy ve svém katalogu, jsou graficky upravované, stromky takto ve skutečnosti nevypadají.“ Tyto druhy jsou tedy na pravidelný řez velmi náročné.

## Pěstování

### Jabloně
Sloupovité jabloně jsou někdy štěpovány na bujně rostoucí podnože,s tím, že jde o pěstování ovoce bez opory. Za vhodnou tak školkaři není považována podnož M 9, kdy pak méně vzrůstná dřevina potřebuje oporu.
Jindy jsou sloupovité jabloně štěpovány na středně vzrůstné odrůdy. Vzniklé dřeviny je třeba upravovat řezem.

### Rybíz, angrešt, drobné ovoce
Sloupovitý angrešt a rybíz a další drobné ovoce není v 21. století kultivar s přirozeně sloupovitým zahuštěným růstem, ale tvarovaná ovocná dřevina, podobně jako palmeta. Jde o druh tvarování řezem a ohýbáním, podobný jako je používán při pěstování bonsají. Podobně lze tvarovat třeba i rakytník, kdouloň nebo černý bez.

## Odrůdy
Jabloně
- Bolero
- Cactus (odrůda jablek)
- Goldlane
- Kordona
- Moonlight
- Pidi
- Polka (odrůda jablek)
- Pomfital
- Pomforyou
- Pomgold
- Pompink
- Pomredrobust
- Redspring
- Rondo
- Sone
- Sunlight
- Waltz
- odrůdy skupiny označené CATS – 'Starcats', 'Suncats', 'Redcats', Goldcats', 'Greencats'